# Athetis pallicornis
Athetis pallicornis là một loài bướm đêm trong họ Noctuidae.